# Kamenné Mosty

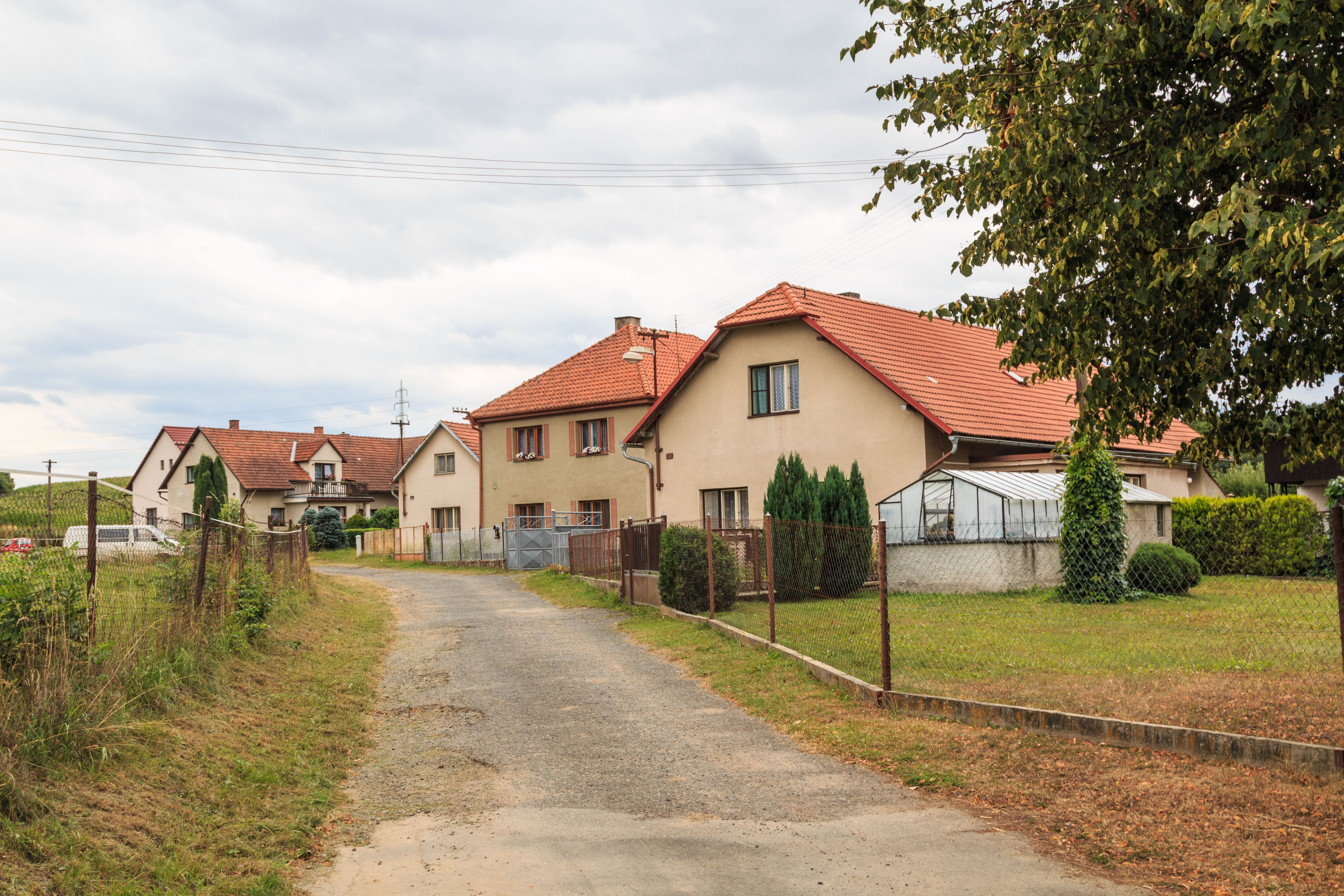
Ortsansicht

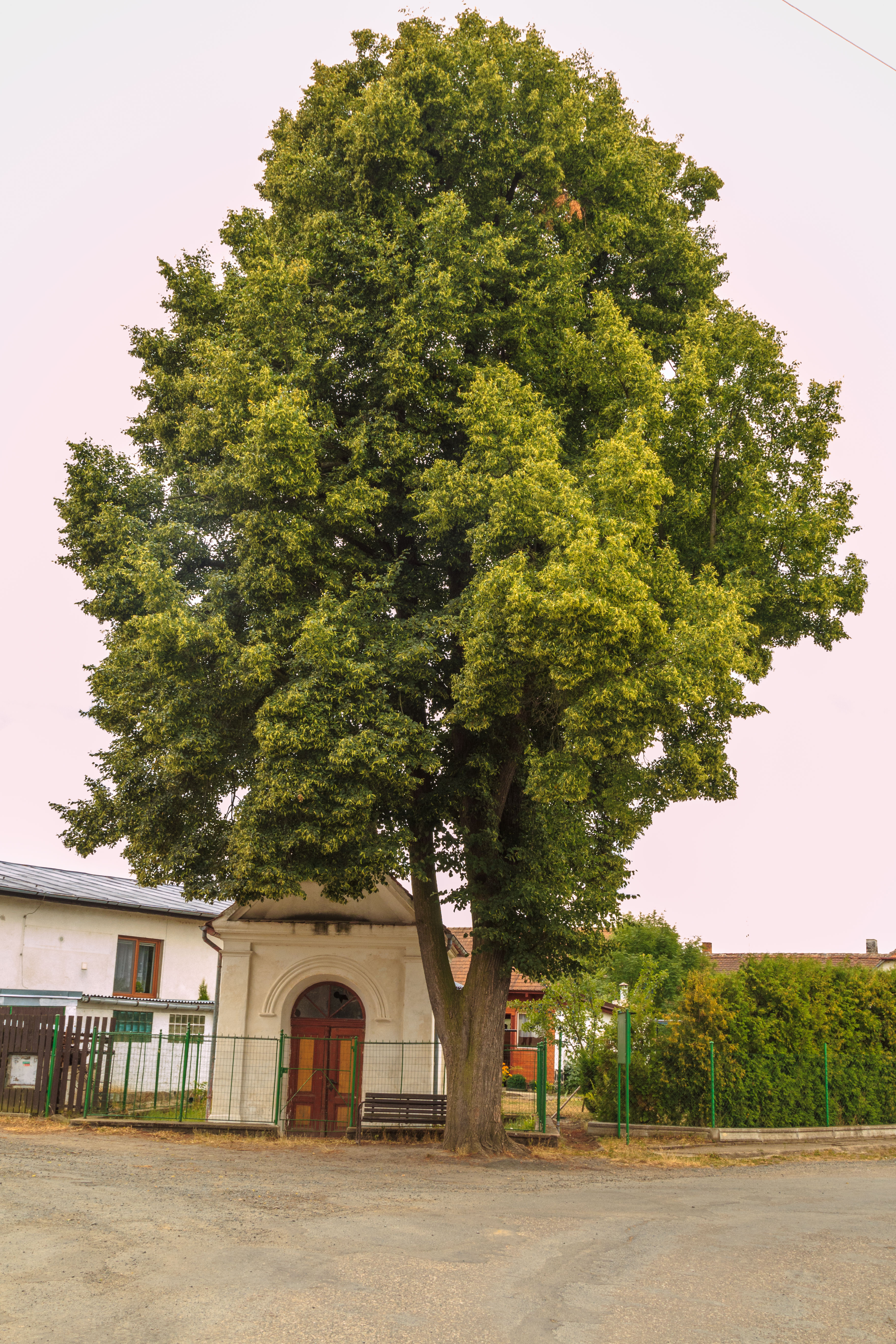
Kapelle

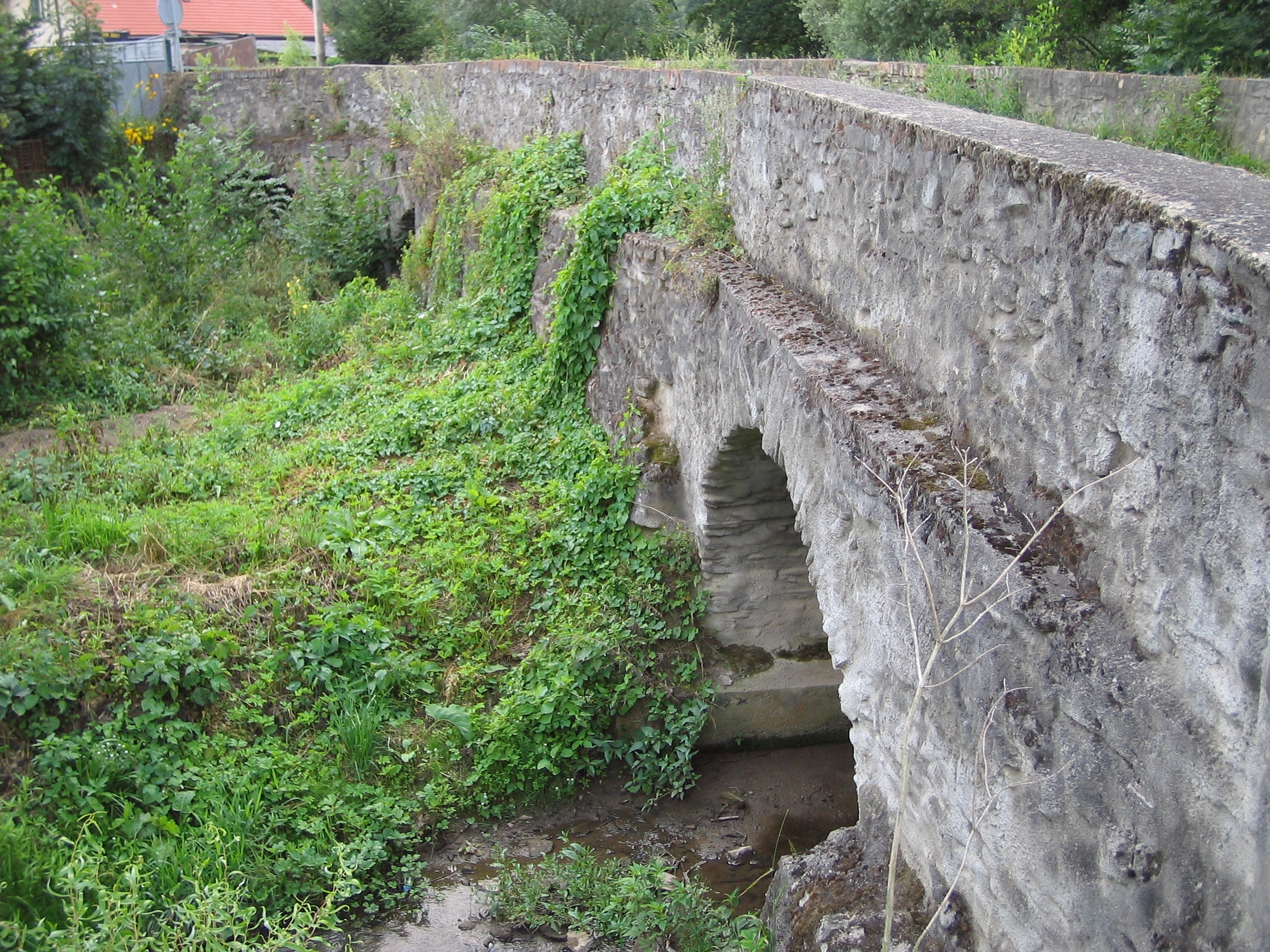
Steinerne Brücke über die Hostačovka

Kamenné Mosty (deutsch Steinbruck) ist ein Ortsteil der Gemeinde Žleby in Tschechien. Er liegt neun Kilometer südöstlich von Čáslav und gehört zum Okres Kutná Hora. 

## Geographie
Kamenné Mosty befindet sich in der Doubravská brázda (Doubrawasenke) am Bach Hostačovka, in den im Dorf die Doubravka und der Zehubský potok einmünden. Oberhalb des Ortes fließt die Výrovka der Hostačovka zu. Unmittelbar südöstlich von Kamenné Mosty liegt an der Doubravka das Regionaldreieck zwischen den Regionen Mittelböhmen, Pardubice und Vysočina.
Nachbarorte sind Žleby im Norden, Biskupice im Nordosten, Kněžice im Osten, Moravany und Zvěstovice im Südosten, Hostačov und Skryje im Süden, Chrastice und Okřesaneč im Südwesten, Hostovlice  und Horky im Westen sowie Zehuby im Nordwesten.

## Geschichte
Im Mittelalter durchquerte hier der Libitzer Steig zwischen Čáslav und Vilémov das Tal der Hostačovka. Wahrscheinlich zum Ende des 12. Jahrhunderts erfolgte der Bau einer steinernen Brücke über den Bach.
Die erste urkundliche Erwähnung des bei der Brücke entstanden Dorfes Kamenné Mosty erfolgte 1702 als Teil des mit der Herrschaft Žleb vereinigten landtäfligen Hofes Zehuby. Zu den Besitzern gehörten ab 1736 Josef von Schönfeld und ab 1746 die Fürsten Auersperg. 1787 standen in Kameney Most bzw. Steinbrücke 15 Häuser.
Im Jahre 1840 bestand das Rustikaldorf Steinbruck bzw. Kameny Most aus 41 Häusern, in denen 181 Personen lebten. Im Ort gab es eine dominikales Wirtshaus. Pfarr- und Amtsort war Žleb. Bis zur Mitte des 19. Jahrhunderts blieb Steinbruck der Herrschaft Žleb untertänig.
Nach der Aufhebung der Patrimonialherrschaften bildete Kamenný Most ab 1849 einen Ortsteil der Gemeinde Zehuby im Gerichtsbezirk Časlau. Ab 1868 gehörte der Ort zum Bezirk Časlau. 1869 hatte Kamenný Most 220 Einwohner und bestand aus 27 Häusern. Seit dem Ende des 19. Jahrhunderts wurde das Dorf alternativ als Kamenný Most bzw. Kamenné Mosty bezeichnet. Im Jahre 1900 lebten in Kamenný Most 241 Menschen, 1910 waren es 227. Seit 1924 wird nur noch Kamenné Mosty als amtlicher Ortsname verwendet. 1930 hatte Kamenné Mosty 208 Einwohner und bestand aus 42 Häusern. Bei der Gebietsreform von 1960 wurde das Dorf dem Okres Kutná Hora zugeordnet. 1961 erfolgte die Eingemeindung nach Žleby. Beim Zensus von 2001 lebten in den 54 Häusern des Dorfes 85 Personen.

## Ortsgliederung
Der Ortsteil Kamenné Mosty ist Teil des Katastralbezirkes Zehuby.

## Sehenswürdigkeiten
- Steinerne Bogenbrücke über die Hostačovka. Sie wurde wahrscheinlich zum Ende des 12. Jahrhunderts errichtet. Das zweimal gekrümmte Bauwerk besitzt drei Bögen und besteht einschließlich der Brüstung aus Bruchsteinmauerwerk. Die Brücke ist Teil des nationalen Kulturerbes der Tschechischen Republik.
- Kapelle, gegenüber der Steinbrücke
- Gusseisernes Kreuz, am Zehubský potok